# Franz Anton Maulbertsch
Franz Anton Maulbertsch (Langenargen, 7 de junho de 1724 - Viena, 8 de agosto de 1796) foi um pintor e gravurista da Áustria, um dos mais importantes nomes do Rococó germânico.
Estudou na Academia de Viena e recebeu a influência de Piazzetta e Giovanni Battista Pittoni, e estudou a obra de Sebastiano Ricci e Giambattista Tiepolo. Foi um artista muito requisitado, recebendo numerosas encomendas em uma grande região da Europa central. Sua temática é geralmente sagrada, tendo deixado muitos afrescos em igrejas, com uma técnica brilhante, livre, original e pouco acadêmica, de rico colorido.